# Royal Rumble 2017
Royal Rumble (2017) was een professioneel worstel-pay-per-view (PPV) en WWE Network evenement dat georganiseerd werd door WWE voor hun Raw en SmackDown brands. Het evenement was de 30e editie van de Royal Rumble en vond plaats in de Alamodome in San Antonio, Texas op 29 januari 2017. De winnaar van de Royal Rumble wedstrijd was Randy Orton en zal dus vechten voor het WWE Championship bij het evenement WrestleMania 33.

## Bevestigde deelnemers voor de Royal Rumble
In de RAW-aflevering op 21 november 2016 bevestigde Goldberg een deelname aan de Royal Rumble. De volgende aflevering van RAW (28 november) bevestigde Brock Lesnar ook een deelname, Lesnar verloor van Goldberg op Survivor Series in 1:26. Op de RAW-aflevering van 2 januari 2017 bevestigde onder meer de leden van The New Day (Big E, Koffi Kingston, Xavier Woods) een deelname aan de Royal Rumble, ook deden Chris Jericho en Braun Strowman dit. De aflevering van SmackDown op 3 januari 2017 bevestigde Baron Corbin een deelname. Seth Rollins bevestigde zijn deelname op de RAW aflevering van 9 januari 2017, ook deed The Undertaker dat, die terug kwam uit een lange periode niet meer in beeld te zijn geweest. Op de aflevering van Smackdown op 10 januari 2017 bevestigden onder andere Dolph Ziggler, The Miz en Dean Ambrose een deelname aan de Royal Rumble. Op de voorlaatste aflevering van RAW voor de Royal Rumble bevestigden de Tag Team Champions ook hun deelname Cesaro en Sheamus, de dag erna de voorlaatste aflevering van SmackDown voor de Royal Rumble bevestigde onder meer Bray Wyatt, Randy Orton en Luke Harper daarmee doet dus ook The Wyatt Family mee.
Op 23 januari de RAW aflevering voor de Rumble was er een match tussen Seth Rollins en Sami Zayn, als Zayn won nam hij de plaats in van Rollins, dat lukte hem ook omdat de match verstoord werd door het entreemuziek van Triple H. Maar zelf was hij er niet, zo was Rollins in de war en kon Zayn hem pinnen. Ook bevestigde Big Show na een lange tijd uit beeld te zijn geweest zijn deelname, net als Rusev en Big Cass. Mojo Rawley kwalificeerde zich op 24 januari 2017 voor de Royal Rumble.

## Wedstrijden
| Nr. | Match | Winnaar(s)                         | Tijd    |
| --- | --- | ---------------------------------- | ------- |
| 1   | Becky Lynch, Nikki Bella en Noami vs. Alexa Bliss, Mickie James en Natalya in een six women tag team match. | Becky Lynch, Nikki Bella, en Naomi | 9:35    |
| 2   | Cesaro & Sheamus (c) vs. Luke Gallows & Karl Anderson voor het WWE Tag Team Championship                    | Luke Gallows & Karl Anderson       | 10:29   |
| 3   | Sasha Banks vs. Nia Jax in een gewone match.                                                                | Nia Jax                            | 5:10    |
| 4   | Charlotte (c) vs. Bayley in een match voor het WWE Raw Women's Championship.                                | Charlotte                          | 13:05   |
| 5   | Kevin Owens (c) vs. Roman Reigns voor het WWE Universal Championship.                                       | Kevin Owens                        | 22:55   |
| 6   | Rich Swann (c) vs. Neville voor het WWE Cruiserweight Championship                                          | Neville                            | 14:00   |
| 7   | A.J. Styles (c) vs John Cena voor het WWE Championship.                                                     | John Cena                          | 24:10   |
| 8   | Royal Rumble match met 30 worstelaars voor een world championship match op WrestleMania 33.                 | Randy Orton                        | 1:02:06 |

### Royal Rumble match
| Entree | Naam            | Brand      | Geëlimineerd door | # eliminaties | Tijd    |
| ------ | --------------- | ---------- | ----------------- | ------------- | ------- |
| 1      | Big Cass        | Raw        | Braun Strowman    | 0             | 09:57   |
| 2      | Chris Jericho   | Raw        | Roman Reigns      | 2             | 1:00:13 |
| 3      | Kalisto         | SmackDown  | Braun Strowman    | 0             | 08:17   |
| 4      | Mojo Rawley     | SmackDown  | Braun Strowman    | 0             | 06:16   |
| 5      | Jack Gallagher  | Raw        | Mark Henry        | 0             | 03:20   |
| 6      | Mark Henry      | Raw        | Braun Strowman    | 1             | 03:17   |
| 7      | Braun Strowman  | Raw        | Baron Corbin      | 7             | 13:11   |
| 8      | Sami Zayn       | Raw        | Undertaker        | 0             | 46:55   |
| 9      | Big Show        | Raw        | Braun Strowman    | 0             | 01:24   |
| 10     | Tye Dillinger   | NXT        | Braun Strowman    | 0             | 05:27   |
| 11     | James Ellsworth | SmackDown  | Braun Strowman    | 0             | 00:15   |
| 12     | Dean Ambrose    | SmackDown  | Brock Lesnar      | 0             | 26:55   |
| 13     | Baron Corbin    | SmackDown  | Undertaker        | 1             | 32:39   |
| 14     | Kofi Kingston   | Raw        | Cesaro            | 0             | 16:13   |
| 15     | The Miz         | SmackDown  | Undertaker        | 0             | 32:44   |
| 16     | Sheamus         | Raw        | Chris Jericho     | 2             | 12:13   |
| 17     | Big E           | Raw        | Sheamus en Cesaro | 0             | 09:46   |
| 18     | Rusev           | Raw        | Goldberg          | 0             | 22:31   |
| 19     | Cesaro          | Raw        | Chris Jericho     | 2             | 06:44   |
| 20     | Xavier Woods    | Raw        | Sheamus           | 0             | 04:47   |
| 21     | Bray Wyatt      | SmackDown  | Roman Reigns      | 0             | 24:11   |
| 22     | Apollo Crews    | SmackDown  | Luke Harper       | 0             | 05:46   |
| 23     | Randy Orton     | SmackDown  | Winnaar           | 1             | 20:52   |
| 24     | Dolph Ziggler   | SmackDown  | Brock Lesnar      | 2             | 04:21   |
| 25     | Luke Harper     | SmackDown  | Goldberg          | 1             | 09:56   |
| 26     | Brock Lesnar    | Raw        | Goldberg          | 3             | 04:30   |
| 27     | Enzo Amore      | Raw        | Brock Lesnar      | 0             | 00:18   |
| 28     | Goldberg        | Raw        | Undertaker        | 3             | 03:21   |
| 29     | The Undertaker  | Free Agent | Roman Reigns      | 4             | 08:46   |
| 30     | Roman Reigns    | Raw        | Randy Orton       | 3             | 05:05   |